# Nux (Ovid)
Nux (lat. Nuss oder Nussbaum) ist eine Elegie, die in Form von 91 elegischen Distichen verfasst ist und lange Zeit dem römischen Dichter Ovid zugeschrieben wurde. Seit dem 19. Jahrhundert gibt es jedoch Zweifel an dieser Verfasserschaft.

## Inhalt
Im Gedicht geht es um einen Walnussbaum, der eine schlechte Behandlung beklagt. Es werden zudem fünf Nussspiele beschrieben, die heute noch nachvollziehbar sind.

## Autorschaft
In den frühen Überlieferungen durch etwa 60 Handschriften des 11. bis 16. Jahrhunderts wird Ovid als Verfasser kritiklos angenommen. 1877 veröffentlichte Ulrich von Wilamowitz-Moellendorff eine Abhandlung, die den nicht-ovidischen Ursprung zu belegen versuchte, es folgten weitere kritische Stimmen am Ende des 19. Jahrhunderts. Carl Ganzenmüller stellte dementgegen in einer eingehenden sprachlichen Analyse dar, dass das Gedicht höchstwahrscheinlich doch Ovid zuzuschreiben sei. Auch 50 Jahre später war die Autorschaft nicht geklärt. Mittlerweile gilt das Gedicht mehrheitlich als Pseudo-Ovidianum.

## Bedeutung und Auslegung
Das Gedicht ist dahingehend bedeutend, dass es einen Teil der römischen Alltagskultur, spezifisch die Kinderspiele mit Nüssen beschreibt. Manche Interpreten erkennen im klagenden Walnussbaum eine Allegorie auf den von Kaiser Augustus ins Exil ans Schwarze Meer verbannten Ovid.
Erasmus von Rotterdam schrieb einen Kommentar zu dem Gedicht und sah es als satirisch gegen den Luxus und die Habgier der Zeit gerichtet.

## Text
- Lateinisch-englische Ausgabe (nicht frei zugänglich) auf der Website der Loeb Classical Library